# Арнаско
Арнаско (итал. Arnasco) — коммуна в Италии, располагается в регионе Лигурия, в провинции Савона.
Население составляет 586 человек (2008 г.), плотность населения составляет 98 чел./км². Занимает площадь 6 км². Почтовый индекс — 17032. Телефонный код — 0182.
В коммуне 15 августа особо празднуется Успение Пресвятой Богородицы.

## Демография
Динамика населения:

## Города-побратимы
- Брэдинг, Великобритания
- Рио-Кауто, Куба

## Администрация коммуны
- Официальный сайт: https://web.archive.org/web/20101222132129/http://comunearnasco.net/